# Cantón de La Fresnaye-sur-Chédouet
El cantón de La Fresnaye-sur-Chédouet era una antigua división administrativa francesa, que estaba situada en el departamento de Sarthe y la región de Países del Loira.

## Composición
El cantón estaba formado por siete comunas:
- Aillières-Beauvoir
- Blèves
- Chenay
- Les Aulneaux
- Louzes
- Neufchâtel-en-Saosnois
- Villeneuve-en-Perseigne

## Supresión del cantón de La Fresnaye-sur-Chédouet
En aplicación del Decreto n.º 2014-234 de 24 de febrero de 2014, el cantón de La Fresnaye-sur-Chédouet fue suprimido el 22 de marzo de 2015 y sus 7 comunas pasaron a formar parte del nuevo cantón de Mamers.